# Badis soraya
Badis soraya — прісноводний вид риб з роду бадіс (Badis). Належить до числа п'яти нових видів цього роду із Західній Бенгалії (Індія), описаних у 2015 році.
Були досліджені екземплярів риб, надані Ендрю Рао (англ. Andrew Arunava Rao), власником Malabar Tropicals, індійської компанії, що займається експортом екзотичних риб.
Badis soraya відомий лише з дуже обмеженого району, розташованого за 12 км на захід від Дам-Дім (англ. Dam Dim), округ Джалпайгурі (англ. Jalpaiguri district). Це річка Ліш (англ. Lish River) в басейні річки Тіста (англ. Tista River).

## Опис
Стандартна довжина досліджених зразків становила 28,5-31,7 мм, максимальний показних належав самцеві. Тіло риб помірно видовжене і стиснуте з боків, морда округла. Очі розташовані в передній верхній частині голови. Контур черева у самців зазвичай буває трохи увігнутим, а у самок, навпаки, вигнутим.
Луска ктеноїдна, на верхній частині голови і на грудях — циклоїдна. На бічній лінії розташовано 25-27 лусок. Спинний плавець має 14-16 твердих і 9-11 м'яких променів, анальний — 3 твердих і 7-8 м'яких, грудні плавці — 12-13 м'яких променів. Хребців: 27.

## Забарвлення
Видова назва soraya пов'язана із забарвленням риб і походить від давньої перської назви Стожарів, скупчення яскравих блакитних зірок у сузір'ї Тельця. Так і в різних частинах тіла та плавців цих риб розкидані виразні блакитні цятки.
Забарвлення самця залежить від настрою риби. Основний колір світло-коричневий, черевна частина світліша. По тілу проходить 10 або 11 мінливих чорних смуг. Ще три короткі чорні смужки розташовані поблизу ока. Зяброві кришки і область біля них золотаві. Вище грудного плавця знаходиться синя пляма. Спинний, анальний та хвостовий плавці темні, перетинки між променями у них світло-блакитні або сріблясті. Спинний плавець має білу облямівку і темну смужку під нею; біля основи цього плавця розташований ряд чорних крапочок. Черевні плавці темні, грудні безбарвні.
Самки забарвлені подібно до самців, але кольори у них більш тьмяні.
У стані стресу Badis soraya стає дуже блідим і майже повністю безбарвним.

## Місце виду в складі родуBadis
Badis soraya має забарвлення, що відрізняється від решти представників роду. Найбільше він нагадує види, що входять до складу групи B. badis: Badis badis, Badis chittagongis, Badis dibruensis, Badis ferrarisi, Badis kanabos, Badis soraya і Badis tuivaiei. Від своїх найближчих родичів вид відрізняється характером смуг на боках і деякими морфологічними показниками, серед яких довжина морди і щелеп, висота тіла, кількість лусок у бічній лінії, кількість променів у плавцях, кількість хребців.